# Rablópillék
A rablópillék (Ascalaphidae) a rovarok (Insecta) osztályába és a recésszárnyú fátyolkák (Neuroptera) rendjébe tartozó család.

## Előfordulásuk
Európában 20 fajuk él; főleg a Mediterráneumban.

## Megjelenésük, felépítésük
A hozzájuk hasonló alkatú hangyalesőkénél hosszabb csápjuk bunkóban végződik. A hímek potroha fogókészülékben végződik.

## Életmódjuk, élőhelyük
A leggyakrabban köves pusztákon és sztyeppréteken találkozhatunk velük. A legtöbben nappali ragadozók. Jól repülnek, főleg lepkéket üldöznek. Borús időben háztetőszerűen egymásra csapják szárnyaikat, és egy-egy fűszál végében üldögélnek.
Lárváik is a hangyalesőkére emlékeztetnek. Csapdát nem készítenek, növényi részek között vadásznak prédájukra.

## Alcsaládjaik
- Albardiinae
- Ascalaphinae
- Haplogleniinae